# 배터리 그립

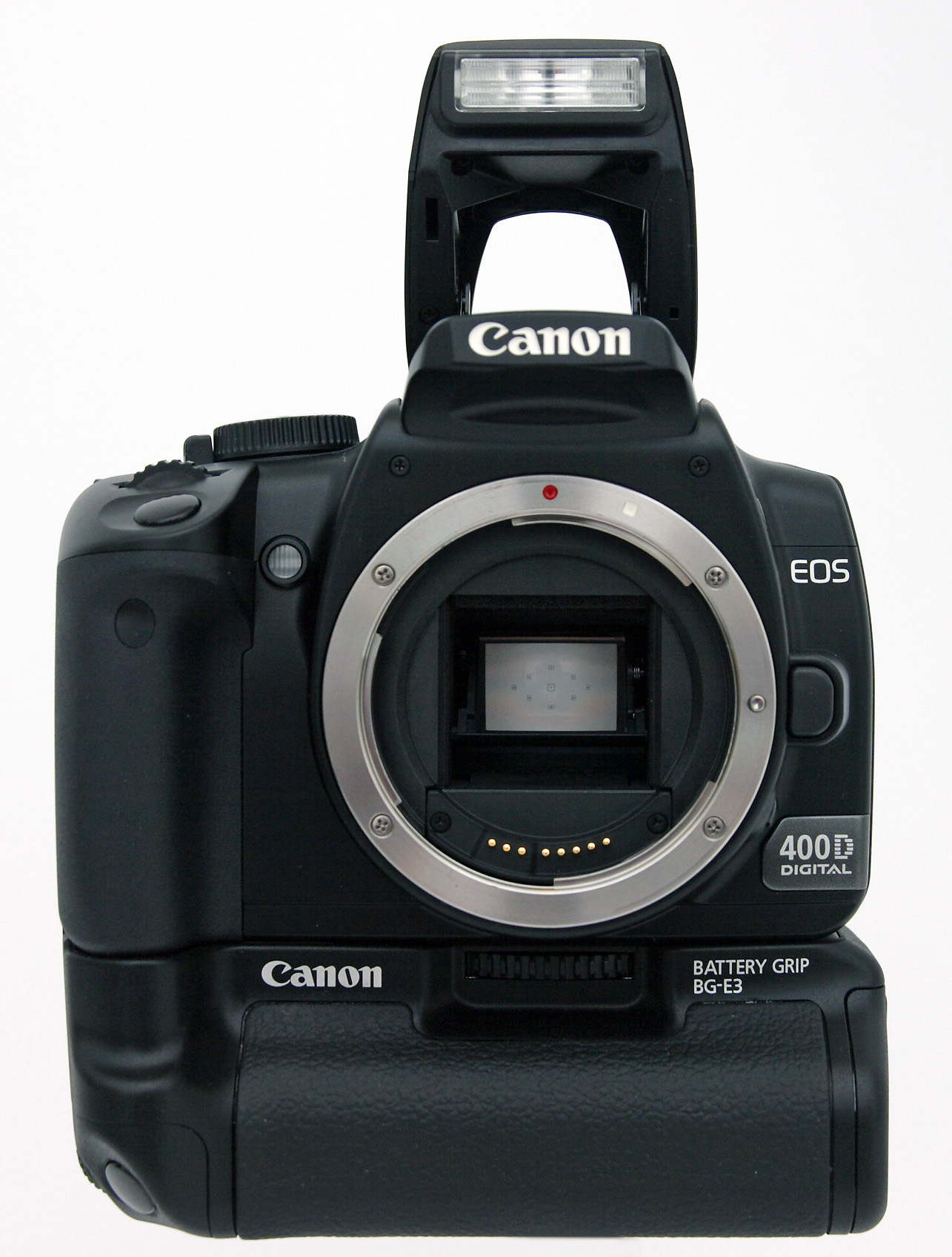
일제 캐논 주식회사 EOS 400D 디지털 일안 반사식 카메라. 아래쪽에 BG-E3 배터리 그립이 붙어 있다.

배터리 그립(battery grip)은 사진기에 붙이는 일종의 부속품이다. 특히 전원 소모가 많은 디지털 일안 반사식 카메라에 쓰인다.
배터리 그립은 카메라 바디(body)에 장착되며, 전지가 들어갈 수 있는 추가적인 공간을 제공하여, 결국 카메라가 여분으로 사용할 수 있는 추가적인 전력을 카메라에 공급해준다. 배터리 그립에는 두 가지 형태가 있는데, 리튬 이온 전지가 들어가는 형태와 표준 AA 전지 혹은 CR-V3 전지 등이 들어가는 형태가 있다. 보통, 카메라 바디에는 재충전 가능한 리튬 이온 전지가 들어가는데, 특히 사용자가 표준 AA 전지 혹은 CR-V3 전지 등이 들어가는 형태의 배터리 그립을 사용하면 좀 더 유연성을 제고할 수 있다.
일부 배터리 그립에는 셔터 버튼 및 제어 버튼이 달려있다.

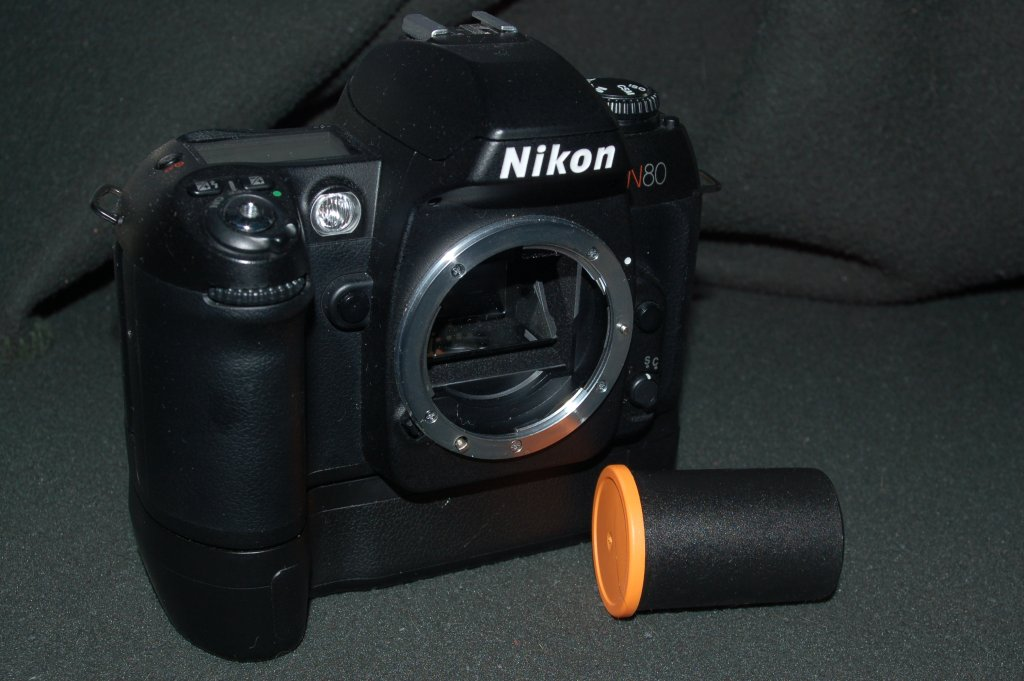
일제 니콘 N80 필름 SLR 카메라. MB-16 배터리 그립이 붙어 있다.

대부분의 배터리 그립은 특정 카메라 모델 몇 개에만 장착될 수 있도록 설계된다. 카메라 바디의 모양, 커넥터, 전력/전원회로 요구 사양에 맞춰야 하기 때문이다.